# NGC 2131
NGC 2131 (другие обозначения — ESO 488-50, PGC 18172) — неправильная галактика в созвездии Зайца. Открыта Джоном Гершелем в 1835 году. Возможно, является карликовой голубой компактной галактикой.  В галактике дважды проводились измерения HI, но в более новом исследовании не удалось добиться достаточной точности.
Этот объект входит в число перечисленных в оригинальной редакции «Нового общего каталога».